# Meioneta insulana
Meioneta insulana là một loài nhện trong họ Linyphiidae.
Loài này thuộc chi Meioneta. Meioneta insulana được Andrei V. Tanasevitch miêu tả năm 2000.